# Черняев, Анатолий Владимирович
Анатолий Владимирович Черняев (26 ноября 1975, Москва) — историк русской философии, кандидат философских наук.

## Биография
В 2007-2023 – сотрудник Института философии РАН, где занимал научные и руководящие должности: руководитель сектора истории русской философии (2013-2021), заместитель директора Института по научной работе (2016-2020). Организатор посвященной поправкам в Конституцию Российской Федерации конференции «Цивилизационное развитие современной России: философский ракурс» (Москва, 25 июня 2020 г.); участник семинара-совещания Центрального федерального округа по реализации Стратегии государственной национальной политики РФ (Воронеж, 17 июня 2021 г.)
Эксперт программы «Традиции» на радио «Вести FM». Ведущий программы «История идей» на телеканале «Просвещение» (2011-2012).
С 22 декабря 2021 г. приказом Минобрнауки назначен ВРИО директора Института философии РАН. Коллектив института выпустил публичное обращение, заявил протест против назначения Черняева и попросил вмешаться в ситуацию президента Путина. Научные коллективы других ВУЗов России выступили в поддержку Института философии и требовали назначить другого директора. Решение было отменено 28 декабря.
После начала вторжения России на Украину Черняев принял участие в ряде публичных мероприятий медиагруппы «Россия сегодня» в поддержку российской армии (круглый стол «Философский фронт» 22 марта 2022 г., форум «Новые смыслы новой реальности» 24 мая 2022 г. и др.). Стал первым философом РАН, побывавшим на захваченных территориях после аннексии оккупированных территорий Украины в качестве участника научно-практической конференции «Философия на линии фронта: гибридные войны и их трансформации в XXI веке» (Донецк, 24-25 ноября 2022 г.).
21 декабря 2023 г. Черняев был уволен из ИФ РАН, что вызвало широкий резонанс в российских телегам-каналах и СМИ, где факт увольнения ученого был оценен[кем?] как месть руководства Института за патриотическую позицию Черняева и его выступления в поддержку вторжения России в Украину.
Общероссийский народный фронт взял под контроль ситуацию с увольнением Черняева, председатель фракции «Справедливая Россия — За правду» Сергей Миронов обратился к генеральному прокурору РФ Игорю Краснову и министру науки и высшего образования Валерию Фалькову с просьбой провести проверку законности увольнения Черняева.
На сайте ИФ РАН было опубликовано заявление, согласно которому «прекращение договора никак не связано с какой-либо позицией А.В. Черняева», а его командировка на Донбасс «была производственными заданием Института». Эта информация была опровергнута Черняевым, а также организатором конференции в Донецке Андреем Коробовым-Латынцевым. О подоплеке собственного увольнения и о своих разногласиях с руководством ИФ РАН Черняев рассказал в большом интервью газете «Аргументы недели» 31 декабря 2023 г.
Окончил философский факультет МГУ имени М. В. Ломоносова, 1993—1998, а в 1998—2001 годах там же закончил аспирантуру.
Занимал должности редактора в газете «Известия» (2002—2006), с 2007 года — научного сотрудника ИФ РАН (с 2011 года — старшего научного сотрудника, 2016 по 2023 — ведущий научный сотрудник).
В 2007—2008 годах — консультант синодальной рабочей группы по разработке «Основ учения Русской Православной Церкви о достоинстве, свободе и правах человека».
С 2013 по 2021 год руководил сектором истории русской философии, а с 2016 по 2020 — председатель экспертного совета ИФ РАН.
С 2015 по 2020 год  был заместителем директора ИФ РАН по научной работе.
С 22 по 28 декабря 2021 года - ВРИО директора Института философии РАН.

## Публикации
Книги
- Институт научной философии. Начало / Отв. ред.-сост. А. В. Черняев, Т. Г. Щедрина. М.: Политическая энциклопедия, 2021. 566 с. (Серия: «Мысль и Слово»). ISBN 978-5-8243-2470-9.
- История русской философии / отв. ред. А. В. Черняев. — М.: ГАУГН-Пресс, ООО «Интеграция: Образование и Наука», 2021. — 216 с., ил. — (Инновационный учебно-методический комплекс «История»).
- Россия и Турция: Диалог философов / Отв. ред. А. В. Черняев. М.: Гнозис, 2019. 288 с.
- Революция, эволюция и диалог культур. Доклады к 100-летию русской революции на Дне философии в Институте философии РАН / Отв. ред. А. В. Черняев. — М.: Гнозис, 2018. — 624 с.
- Георгий Васильевич Флоровский / Сост. и общая ред. А. В. Черняева. М.: Политическая энциклопедия, 2015. 517 с.
- Феномен Даниила Андреева: Материалы российской научной конференции / Отв. ред. А. В. Черняев. М.: Канон+, 2015. 272 с. ISBN 978-5-88373-454-9
- Г. В. Флоровский как философ и историк русской мысли. М.: ИФ РАН, 2010. 200 с.

Статьи
- Сто лет изучения истории русской философии в Институте философии РАН (статья первая) (в соавторстве с С. Н. Корсаковым) // Русская философия. 2021. Вып. 2. С. 109—125;
- Сто лет изучения истории русской философии в Институте философии (статья вторая) (в соавторстве с С. Н. Корсаковым) // Русская философия. 2021. Вып. 2. С. 149—161;
- «Завершение или начало?». Историческая философия Г. Шпета как фундамент Института философии (в соавторстве с Т. Г. Щедриной, В. В. Сидориным) // Вопросы философии. 2021. № 9. С. 60-67;
- Густав Густавович Шпет (в соавторстве с Т. Г. Щедриной, В. В. Сидориным) // Институт научной философии. Начало / отв. ред. — сост. А. В. Черняев, Т. Г. Щедрина. М.: Политическая энциклопедия, 2021. С. 38-52;
- Институт научной философии (1921—1923) (в соавторстве с С. Н. Корсаковым, В. В. Сидориным) // Институт научной философии. Начало / отв. ред. — сост. А. В. Черняев, Т. Г. Щедрина. М.: Политическая энциклопедия, 2021 С. 18-36;
- Флоровский Георгий Васильевич // Философская антропология. 2020. Т. 6. № 2. С. 105—126;
- Значение А. С. Хомякова для русской философской и богословской мысли: история и современность // Духовный арсенал. Научно-богословский и церковно-общественный журнал. 2020. № 2. С. 16-23;
- Теологическая рецепция идей Н. А. Бердяева на Западе (в соавторстве с А. Ю. Бердниковой) // Христианское чтение. 2020. № 6. С. 166—173;
- К истории     формирования концепции нового издания «Путей русского богословия» (Письмо Г. В. Флоровского А. В. Флоровскому от 25 января 1968 г.) // Русско-византийский вестник. Научный журнал Санкт-Петербургской Духовной Академии Русской Православной Церкви. 2023. № 4 (15). С. 130-143;
- Записки из «Желтого дома». Дело Зиновьева // Тетради по консерватизму. 2023. № 1. С. 329-339;
- Первоисточники     истории русской философии XIX-XX вв. в государственных архивах России:     состояние и перспективы изучения (в соавторстве с С.Н. Корсаковым и А.Ф.     Макаровой) // Вестник Российского университета дружбы народов. Cерия:     Философия. Том 27, № 4 (2023). С. 977-995;
- Проект     русского тома в составе академической «Истории философии» 1943 г. и     формирование национального историко-философского самосознания в СССР     (Статья первая, в соавторстве с С.Н. Корсаковым) // Вестник РХГА. 2023 Т. 24. Вып. 2. С. 85-97 ;
- Проект русского тома в составе академической «Истории философии» 1943 г. и     формирование национального историко-философского самосознания в СССР     (Статья вторая, в соавторстве с С.Н. Корсаковым) // Вестник РХГА. 2023 Т. 24. Вып. 3 (1). С. 104-117.